# Jack Irons
Jack Irons (Los Angeles, 18 luglio 1962) è un batterista e compositore statunitense, famoso per aver suonato in gruppi come Red Hot Chili Peppers (di cui è stato uno dei membri fondatori), Raging Slab, Pearl Jam ed Eleven.

## Biografia

### I primi anni
Nato in una famiglia di origini ebraiche, Irons si formò musicalmente quando studiava alla Fairfax High School. Lì conobbe Hillel Slovak, trasferitosi a Los Angeles da Israele. I due strinsero presto amicizia, entrambi erano molto appassionati di musica, in particolare dei Kiss.
La prima band che formarono, con Jack alla batteria e Hillel alla chitarra, fu proprio una cover band di questo gruppo, che poi si evolse musicalmente grazie all'aggiunta di cover di altri artisti, tra i quali Jimi Hendrix e i Queen, all'ingresso del chitarrista Alain Johannes ed in seguito anche a quello del bassista Michael "Flea" Balzary, a cui proprio Slovak aveva insegnato a suonare il basso. Si chiamarono prima Chain Reaction, poi Anthym.
Il nome definitivo con cui in seguito il gruppo divenne noto a Los Angeles fu What Is This?, indicante la commistione di generi ed influenze varie che caratterizzava la loro musica (rock, punk, funk, jazz e new wave).

### Con i Red Hot Chili Peppers
Irons, Slovak e Flea continuarono a suonare assieme, anche quando, con l'aggiunta di Anthony Kiedis alla formazione, sorsero i Red Hot Chili Peppers. Quando però ad entrambi i gruppi venne proposto di firmare un contratto discografico, Irons e Slovak dovettero decidere con quale dei due stare ed optarono per i What Is This?, progetto per il quale avevano speso più tempo e nel quale si sentivano più coinvolti.
Slovak rimase con i What Is This? fino a quando non preferì riunirsi a Kiedis e Flea, che licenziarono prontamente il chitarrista che era entrato come suo sostituto, Jack Sherman. Irons rientrò più tardi, nell'aprile del 1986, quando, così come era accaduto per Jack Sherman, i Red Hot Chili Peppers licenziarono Cliff Martinez, il batterista che lo aveva sostituito e che aveva suonato nei primi due album della band. Venne così ricostituita la formazione originaria dei Red Hot Chili Peppers. Nel frattempo il gruppo aveva pubblicato il suo secondo album (Freaky Styley, 1985).
La formazione originaria fu quindi riunita, ma i quattro fecero in tempo ad incidere tutti assieme solamente un album (fra l'altro severamente censurato dalla casa discografica), The Uplift Mofo Party Plan (1987), poiché l'anno seguente, il 25 giugno 1988, Hillel Slovak morì per overdose. Jack Irons lasciò il gruppo dicendo: "io non posso stare in un cazzo di gruppo che può uccidere i miei amici". Lo shock fu grande per tutti i Red Hot Chili Peppers, ma in particolare per Irons, grande amico di Slovak, che non aveva mai ben visto gli eccessi degli altri componenti.
Dopo un periodo di crisi la band si riprese: Irons e Slovak furono sostituiti dapprima da D.H. Peligro e DeWayne McKnight, e nel 1989 da Chad Smith e John Frusciante. Con i Red Hot Chili Peppers è entrato nella Rock and Roll Hall of Fame nel 2012, suonando insieme ai Red Hot, Cliff Martinez, Slash e Billie Joe Armstrong.
Collabora con Joe Strummer in tour nel 1989 all’incisione del primo album solista dell’ex Clash, Earthquake Weather.

### Con i Pearl Jam
Superato con fatica lo shock per la perdita dell'amico, Irons proseguì per la sua strada. Cominciò a suonare la batteria in vari gruppi, soprattutto Eleven e Pearl Jam, di cui fu batterista dal 1994 al 1998. Dopo il tour in Australia e Nuova Zelanda del medesimo anno, il gruppo annunciò che Irons non avrebbe preso parte al prosieguo del tour per problemi di salute. Nei quattro anni passati con la band di Eddie Vedder, Jack contribuì alla realizzazione degli album No Code e Yield.

### Carriera solista
Nel 2004 ha prodotto il suo primo album da solista, Attention Dimension, al quale hanno collaborato sia componenti dei Pearl Jam che dei Red Hot Chili Peppers. Il 24 agosto 2010 è uscito nei negozi americani il secondo album solista del batterista californiano No Heads Are Better Than One, anticipato dal videoclip del brano Sonic Tonic.